# Trofeo Baracchi 1952
Il Trofeo Baracchi 1952, quarta edizione a coppie della corsa, si svolse il 1 novembre 1951 sul velodromo di Dalmine su un percorso di 108,4 km. La vittoria fu appannaggio della coppia italiana Giancarlo Astrua e Nino De Filippis, che completarono il percorso in 3h02'24", precedendo i connazionali Loretto Petrucci e Giuseppe Minardi, che si aggiudicarono il secondo posto, e Fausto Coppi e Michele Gismondi, che salirono sul terzo gradino del podio.
I corridori che presero il via in questa edizione della corsa erano 14, suddivisi in 7 coppie. 

## Ordine d'arrivo (Top 10)
| Pos. | Corridore                         | Tempo    |
| ---- | --------------------------------- | -------- |
| 1    | Giancarlo Astrua Nino Defilippis  | 2h37'21" |
| 2    | Loretto Petrucci Giuseppe Minardi | a 8"     |
| 3    | Fausto Coppi Michele Gismondi     | a 51"    |